# Nisser (Sø)
Nisser er en sø i Nissedal og Kviteseid kommuner i Vestfold og Telemark fylke i Norge. Navnet kommer fra det norrøne «Niðsær», hvor den første del «Nið» har betydningen «brusende», mens anden del «sær» betyder «sø».
Nisser er Telemarks største og Norges 13. største sø. Den er ca. 35 km lang. Hovedtilløbet kommer via «Straumen» fra Vråvatn, mens udløbet sker via Nisserelven, som ved Haugsjåsund løber sammen med Fyreselven og bliver til Nidelven, som løber ud i havet ved Arendal. Systemet er en del af Arendalsvassdraget.
I 1914 blev der anlagt to sluser mellem Nisser og Vråvatn (248 moh). Storstraum–Småstraumkanalen, Telemarks tredje og mindste kanal var med dette en realitet. Dette gjorde det muligt at rejse hele den 50 km lange strækning fra Tveitsund til Vråliosen med båd. Det er fortsat muligt at sejle strækningen med veteranbåden "Fram".
Omtrent midtvejs på Nisser kan man krydse søen på en kabelfærge fra Nesland til Fjone.
Rundt om Nisser er det let at finde gode badepladser. I nordenden er der en idyllisk indlandsskærgård med mange små holme, sandstrande etc. Turistindustrien rundt om Nisser er vokset op siden 1960'erne , specielt ved nordenden af søen, i Vrådal og Eidstod, og der er nu et stort udbud af såvel hotelsengepladser, hytter og campingpladser. I Vrådal er der desuden en 9-huls golfbane samt et vintersportscenter.